# St. Matthäi (Jecha)

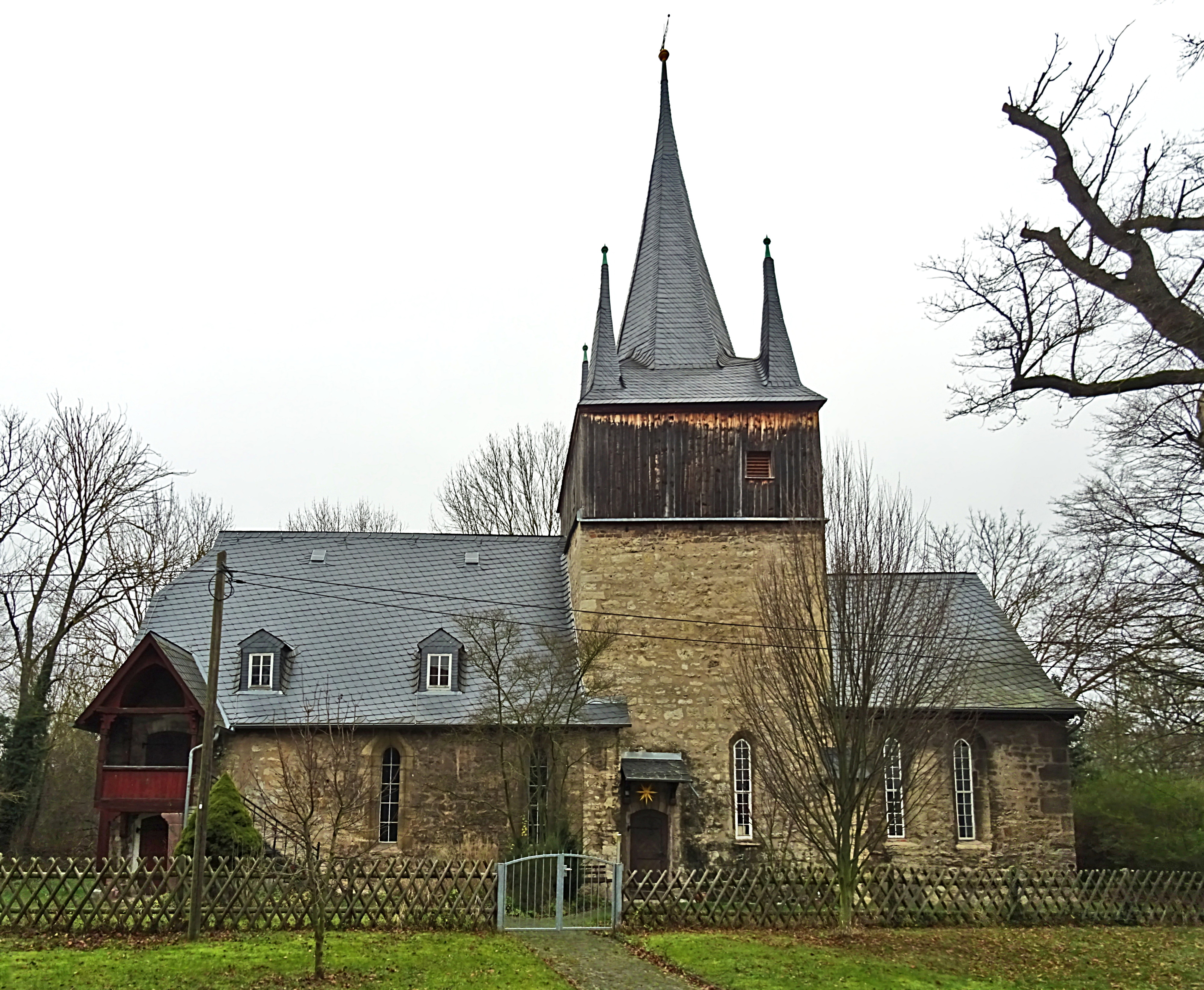

Die evangelische Kirche St. Matthäi steht im  südöstlichen Stadtteil Jecha von Sondershausen im Kyffhäuserkreis in Thüringen.

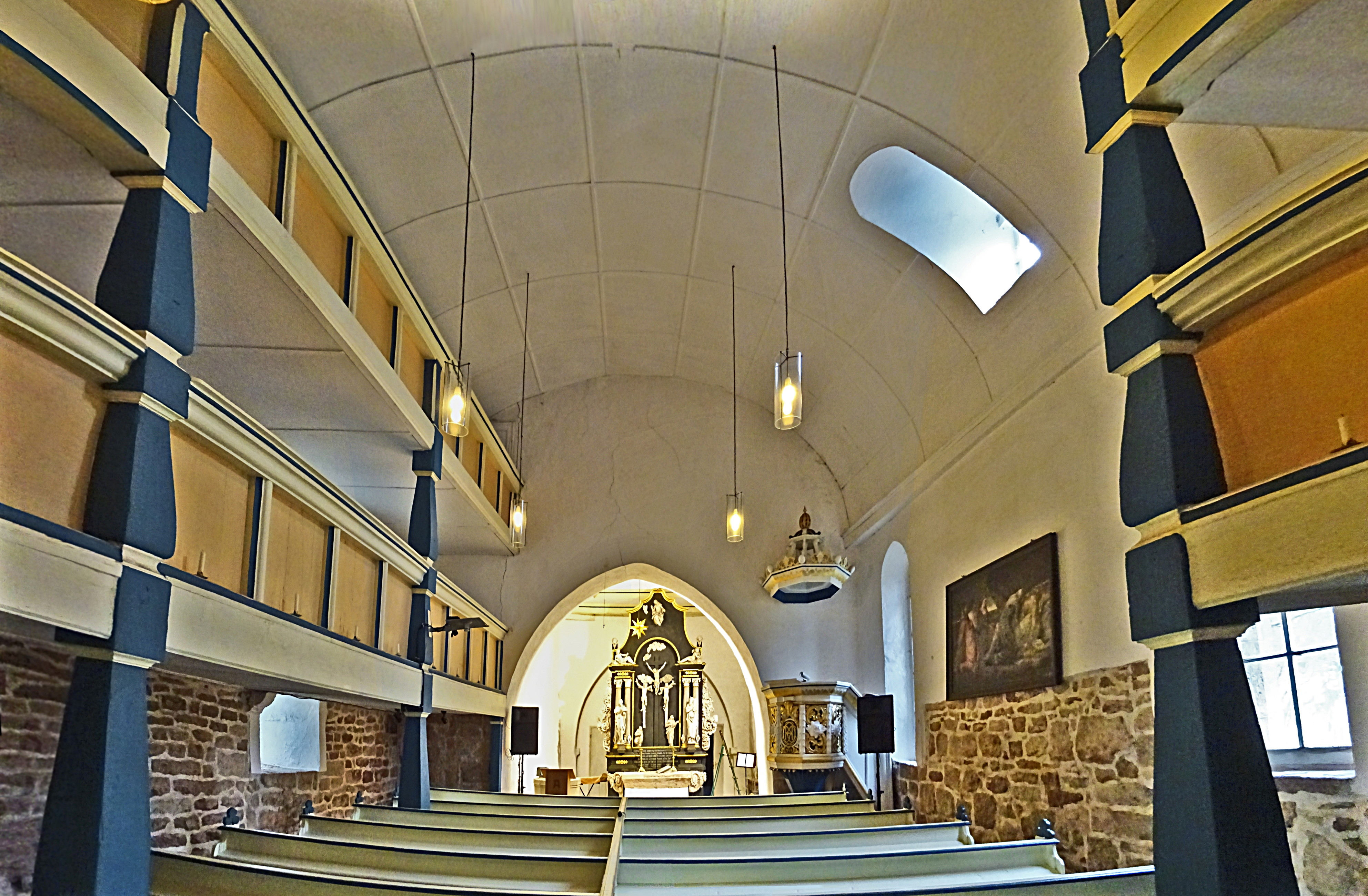
Innenansicht

## Geschichte
Die kleine Dorfkirche stammt aus dem 13. Jahrhundert und ist das älteste genutzte Gebäude in Sondershausen.
Das Gotteshaus besitzt einen romanischen Turmchor. Dieser wurde mit einem spätgotischen Langhaus ergänzt. Fürst Günther I. spendete den Altartisch im Jahr 1724. Die Kirchgemeinde dieser Kirche ist mit der Kirchgemeinde Berka vereint. Gemeinsam sind sie die Kirchgemeinde des südöstlichen Stadtgebietes von der Kreisstadt Sondershausen.